# Rusafa
Rusafa (arabiska الرصافة) är ett av Bagdads distrikt som är beläget vid östra Tigris. Floden delar Bagdad i två distrikt, Karkh i väster och Rusafa i öster. I området ligger området Bab Al-Moatham där bland annat Iraks nationalbibliotek är beläget. Även Al-Mustansiriya University ligger i Rusafa.

## Lista över museer i Rusafa
- Baghdadi Museum
- Naturhistoriska riksmuseet, Bagdad

## Större gator i Rusafa
- Palestinagatan
- Abu Nuwasgatan
- Sadoungatan